# Góral Skipass
Die Góral Skipass ist ein 2016 gegründeter Verband von Skigebieten in Polen, der in der Rechtsform einer polnischen GmbH (Sp. z o.o.) organisiert ist. Sitz des Unternehmens ist Witów.
Zum Verband gehören vier Skigebiete in Zakopane und Umgebung (Witów und Poronin). Góral Skipass verkauft Skipässe, die zum Eintritt in alle vier Skigebieten berechtigen. Neben dem Góral Skipass ist auch der Verband TatrySki in der Tatra tätig. Zudem gibt es mehrere Skigebiete in der Tatra, die keinem Verband beigetreten sind.

## Skigebiete im Verband
- Skigebiet Polana Szymoszkowa in Zakopane
- Skigebiet Harenda in Zakopane
- Skigebiet Suche in Poronin
- Skigebiet Witów-Ski in Witów